# A magyar labdarúgó-válogatott 2018. március 23-i mérkőzése
A magyar labdarúgó-válogatott barátságos mérkőzése 2018. március 23-án, Budapesten, a Groupama Arénában, az ellenfél Kazahsztán válogatottja. Ez volt a magyar labdarúgó-válogatott 924. hivatalos mérkőzése és a két válogatott egymás elleni 2. összecsapása. A mérkőzést 3–2-re a kazahok nyerték meg.

## Előzmények
A magyar férfi A-válogatott Kazahsztán ellen játszotta első mérkőzését 2018-ban, mely egyben Georges Leekens szövetségi kapitány bemutatkozását is jelentette. Az összecsapás nemcsak a magyar szövetségi kapitány debütálását jelentette, de először léphetett pályára címeres mezben Otigba Kenneth, a Ferencváros középső védője is.
Az önálló kazak válogatott története bő negyedszázaddal ezelőtt, 1992. június elsején, a Türkmenisztán elleni 1–0-val kezdődött. Eleinte ázsiai csapatokkal mérkőzött az akkor még az Ázsiai Labdarúgó-szövetség tagjai közé tartozó KFF válogatottja, az első európai ellenfél 2001-ben, a kazahok ötvenharmadik mérkőzésén Észtország volt. A kazak szövetség 2002-ben „átigazolt” az UEFA-hoz, s változott a képlet, többségükben a mi kontinensünkre való ellenfelekkel játszik. Eddig 183 mérkőzést játszott, a leggyakoribb ellenfele az azeri és a kirgiz (8–8), valamint az örmény (7) válogatott volt. Legnagyobb bravúrja a szerbek legyőzése volt a 2007-es Eb-selejtező-sorozatban, Nemanja Vidics, a Manchester United akkori játékosa, s Danko Lazovics is játszott a vesztes oldalon.
Ahogyan a magyar nemzeti tizenegy élén, úgy a kazahokén is új szövetségi kapitány mutatkozik be. Ettől függetlenül a bolgár Sztanimir Sztoilov egyáltalán nem ismeretlen a játékosok jelentős részének, hiszen korábban, kinevezéséig, az Asztana klubtrénere volt. 2006 óta ő a hetedik edző, aki irányíthatja a kazak csapatot, közülük hatan külföldiek voltak. A holland Arno Pijpers mindmáig rekorder azzal, hogy 36 meccs jutott neki, dolgozott még kazak szövetségi kapitányként két, korábban Magyarországon is sikeres szakember, a cseh Miroslav Beránek és a német Bernd Storck, valamint két orosz, Jurij Krasznozsan (ő diirgálta a csapatot 2014-ben, a Puskás Stadionban) és a játékosként olimpiai bajnok Alekszandr Borogyuk.
A válogatottnak vissza kell szereznie a szurkolók bizalmát, ez nagyon fontos, hiszen ők is kellenek a sikerhez. Éppen ezért nagyon komolyan vesszük a felkészülési összecsapásokat is. Újra a győzelem útjára kell lépnünk, azt szeretném, ha a magyar csapat megint ott lenne a legjobbak között. Sokat kell dolgoznunk, s mindent megtenni a pályán a siker érdekében.
Otigbának ez lesz a debütálása a válogatottban, ami mindig nehéz. Éppen ezért nem szabad túlzott elvárásokat állítani vele szemben. Szerettem volna három belső védővel kezdeni, de a hiányzók miatt ezt végül elvetettem. A játékrendszert ugyanis mindig a rendelkezésre álló játékosokhoz kell igazítani.
Georges Leekens személyében Európa egyik legjobb edzője irányítja a magyar válogatottat. Az eredmény másodlagos lesz ezen a mérkőzésen, sokkal inkább csapatom mutatott teljesítményére leszek kíváncsi. Három tapasztalt kulcsjátékoson sérülés miatt hiányzik, ez azonban lehetőséget ad arra, hogy fiatalokat építsek be a csapatba, és a Nemzetek Ligájára ütőképes együttest építsek.
A kazahok fizikálisan erősek és a széleken próbálnak a védelem mögé kerülni, sokat ívelgetnek be a kapu elé. Mi viszont szeretnénk minél többször eljutni a tizenhatosukig, hogy ott helyzetbe hozhassuk a támadóinkat. Szeretnénk nem csak jó eredménnyel, de jó játékkal is kezdeni az új évet.
Jól érzem magam a válogatottnál. Annak ellenére, hogy számomra új a közeg, nem készülök másképp, mint a többi meccsemre. Most is a maximumot akarom nyújtani ugyanúgy, mint minden mérkőzésen. Nagy út vezetett idáig, sokszor voltam fent és lent is, úgyhogy izgatottam várom a pénteki meccset, bár ez úgy vélem, mindannyiunkra igaz.

## Helyszín
A találkozót Budapesten rendezték, a Groupama Arénában.

## Keretek
megjegyzés: A táblázatokban szereplő adatok a mérkőzés előtti állapotnak megfelelőek.
| Magyarország                         | Magyarország        | Magyarország                    | Magyarország | Magyarország | Magyarország           | Magyarország         |
| Poszt                                | Név                 | Születési idő és életkor        | Vál.         | Gól          | Klub                   | Utolsó válogatottság |
| ------------------------------------ | ------------------- | ------------------------------- | ------------ | ------------ | ---------------------- | -------------------- |
| K                                    | Dibusz Dénes        | 1990. november 16. (27 évesen)  |              |              | Ferencváros            |                      |
| K                                    | Gulácsi Péter       | 1990. május 6. (27 évesen)      |              |              | RB Leipzig             |                      |
| K                                    | Kovácsik Ádám       | 1991. április 4. (26 évesen)    |              |              | Videoton               |                      |
| V                                    | Bese Barnabás       | 1994. május 6. (23 évesen)      |              |              | Le Havre               |                      |
| V                                    | Botka Endre         | 1994. augusztus 25. (23 évesen) |              |              | Ferencváros            |                      |
| V                                    | Fiola Attila        | 1990. február 17. (28 évesen)   |              |              | Videoton               |                      |
| V                                    | Guzmics Richárd     | 1987. április 16. (30 évesen)   |              |              | Jenpien Funde          |                      |
| V                                    | Hangya Szilveszter  | 1994. január 2. (24 évesen)     |              |              | Vasas                  |                      |
| V                                    | Kádár Tamás         | 1990. március 14. (28 évesen)   |              |              | Dinamo Kijev           |                      |
| V                                    | Lang Ádám           | 1993. január 17. (25 évesen)    |              |              | Dijon                  |                      |
| V                                    | Lovrencsics Gergő   | 1988. szeptember 1. (29 évesen) |              |              | Ferencváros            |                      |
| V                                    | Otigba Kenneth      | 1992. augusztus 29. (25 évesen) |              |              | Ferencváros            |                      |
| V                                    | Szabó János         | 1989. július 11. (28 évesen)    |              |              | Paks                   |                      |
| KP                                   | Elek Ákos           | 1988. július 21. (29 évesen)    |              |              | Kajrat Almati          |                      |
| KP                                   | Kleinheisler László | 1994. április 8. (23 évesen)    |              |              | Asztana FK             |                      |
| KP                                   | Nagy Ádám           | 1995. június 17. (22 évesen)    |              |              | Bologna                |                      |
| KP                                   | Pátkai Máté         | 1988. március 6. (30 évesen)    |              |              | Videoton               |                      |
| KP                                   | Pintér Ádám         | 1988. június 12. (29 évesen)    |              |              | Greuther Fürth         |                      |
| CS                                   | Böde Dániel         | 1986. október 24. (31 évesen)   |              |              | Ferencváros            |                      |
| CS                                   | Dzsudzsák Balázs    | 1986. december 23. (31 évesen)  |              |              | el-Vahda               |                      |
| CS                                   | Eppel Márton        | 1991. november 20. (26 évesen)  |              |              | Budapest Honvéd        |                      |
| CS                                   | Németh Krisztián    | 1989. január 5. (29 évesen)     |              |              | New England Revolution |                      |
| CS                                   | Nikolics Nemanja    | 1987. december 31. (30 évesen)  |              |              | Chicago Fire           |                      |
| CS                                   | Stieber Zoltán      | 1988. október 16. (29 évesen)   |              |              | D.C. United            |                      |
| CS                                   | Szalai Ádám         | 1987. december 9. (30 évesen)   |              |              | TSG Hoffenheim         |                      |
| CS                                   | Ugrai Roland        | 1992. november 13. (25 évesen)  |              |              | Diósgyőr               |                      |
| CS                                   | Varga Roland        | 1990. január 23. (28 évesen)    |              |              | Ferencváros            |                      |
| Szövetségi kapitány: Georges Leekens |                     |                                 |              |              |                        |                      |

| Kazahsztán                              | Kazahsztán             | Kazahsztán                       | Kazahsztán | Kazahsztán | Kazahsztán        | Kazahsztán           |
| Poszt                                   | Név                    | Születési idő és életkor         | Vál.       | Gól        | Klub              | Utolsó válogatottság |
| --------------------------------------- | ---------------------- | -------------------------------- | ---------- | ---------- | ----------------- | -------------------- |
| K                                       | Alekszandr Mokin       | 1981. június 19. (36 évesen)     |            |            | Asztana FK        |                      |
| K                                       | Nenad Erić             | 1982. május 26. (35 évesen)      |            |            | Asztana FK        |                      |
| K                                       | Vlagyimir Plotnyikov   | 1986. április 3. (31 évesen)     |            |            | Kajrat Almati     |                      |
| V                                       | Dmitrij Somko          | 1990. március 19. (28 évesen)    |            |            | Asztana FK        |                      |
| V                                       | Abzal Bejszebekov      | 1992. november 30. (25 évesen)   |            |            | Asztana FK        |                      |
| V                                       | Szerhij Malij          | 1990. június 5. (27 évesen)      |            |            | Asztana FK        |                      |
| V                                       | Jevgenyij Posztnyikov  | 1986. április 16. (31 évesen)    |            |            | Asztana FK        |                      |
| V                                       | Gafurzsan Szujumbajev  | 1990. augusztus 19. (27 évesen)  |            |            | Kajrat Almati     |                      |
| V                                       | Jeldosz Ahmetov        | 1990. július 1. (27 évesen)      |            |            | Kajrat Almati     |                      |
| V                                       | Nuralij Alip           | 1999. december 22. (18 évesen)   |            |            | Kajrat Almati     |                      |
| V                                       | Dmitrij Mirosnyicsenko | 1992. február 26. (26 évesen)    |            |            | Tobil Kosztanaj   |                      |
| KP                                      | Szerikzsan Muzsikov    | 1989. június 17. (28 évesen)     |            |            | Asztana FK        |                      |
| KP                                      | Baktijar Zajnutgyinov  | 1998. április 2. (19 évesen)     |            |            | Asztana FK        |                      |
| KP                                      | Bauirzsan Iszlamhan    | 1993. február 23. (25 évesen)    |            |            | Kajrat Almati     |                      |
| KP                                      | Iszlambek Kuat         | 1993. január 12. (25 évesen)     |            |            | Kajrat Almati     |                      |
| KP                                      | Magomed Paragulgov     | 1994. március 26. (23 évesen)    |            |            | Kajrat Almati     |                      |
| CS                                      | Alekszej Scsjotkin     | 1991. május 21. (26 évesen)      |            |            | Asztana FK        |                      |
| CS                                      | Roman Murtazajev       | 1993. szeptember 10. (24 évesen) |            |            | Asztana FK        |                      |
| CS                                      | Jurij Percuh           | 1996. május 13. (21 évesen)      |            |            | Asztana FK        |                      |
| CS                                      | Szergej Hizsnicsenko   | 1991. július 17. (26 évesen)     |            |            | Ordabaszi Simkent |                      |
| CS                                      | Jerkebulan Tungisbajev | 1995. január 14. (23 évesen)     |            |            | Ordabaszi Simkent |                      |
| CS                                      | Jerkebulan Szejdahmet  | 2000. február 4. (18 évesen)     |            |            | FK Ufa            |                      |
| Szövetségi kapitány: Sztanimir Sztoilov |                        |                                  |            |            |                   |                      |

## A mérkőzés
| 2018. március 23. 19:00 (CES) |

| Magyarország                                                  | 2 – 3               | Kazahsztán                                                                                      |
| ------------------------------------------------------------- | ------------------- | ----------------------------------------------------------------------------------------------- |
| Szalai (1–2) 21' Németh (2–3) 67' Kleinheisler 47' Otigba 54' | (1 – 3) Jegyzőkönyv | 6' (0–1) Murtazajev 10' (0–2) Zajnutgyilov 39' (1–3) Szejdahmet 23' Posztnyikov 55' Bejszebekov |

| Groupama Aréna, Budapest Nézőszám: 9 038 Játékvezető: Tomasz Musiał (lengyel) Asszisztensek: Radosław Siejka és Arkadiusz Kamil Wójcik |

Két védelmi megingást kihasználva Kazahsztán komoly előnybe került. Előbb a 6. percben, egy bal oldali szögletet követően a hosszú saroknál érkező Murtazajev szerzett gólt; (0–1). Négy perccel később Zajnutgyinov lőtt közelről a magyarok hálójába egy lepattanó labdát; (0–2). A hidegzuhanyt követően rendezte sorait a magyar válogatott, többet birtokolták a labdát, és gyorsan sikerült szépíteni is: a 21. percben Kleinheisler jobb oldali beadását Szalai Ádám lőtte a kapuba; (1–2). A következő percekben az egyenlítést is kiharcolhatták volna a hazaiak, de előbb Posztnyikov rántotta le az egyedül kitörő Nikolicsot, amiért csak sárga lapot kapott, majd Dzsudzsák 28 méteres szabadrúgását védte a kazak kapus. Ebben az időszakban a magyar válogatott uralta a meccset, többször is közel került az egyenlítéshez, de ehelyett újra a kazahok voltak eredményesek: a 39. percben Bese vesztett párharcot a saját tizenhatosán belül – a játékvezető szerint nem történt szabálytalanság –, Murtazajev csapott le a labdára, a hosszú oldalon érkező Szejdahmet elé tálalt, aki a jobb alsóba lőtt; (1–3). A második félidőre hármas cserével frissítette csapatát Georges Leekens, jött Hangya Szilveszter, Lovrencsics Gergő és Németh Krisztián, de a játék képe alapvetően nem változott. Többet próbálkozott ugyan a magyar válogatott, de nem volt átütő erő a játékukban, kidolgozott helyzetek helyett csak lehetőségekig jutott a csapat. A 67. percben Németh Krisztián gyönyörű átlövésgólja (2–3) mégis reményt adott a magyaroknak a hajrára, de hiába küzdött a cserékkel közben teljesen kicserélődött magyar válogatott, nem sikerült az egyenlítés. 
Négy napot tudtunk együtt készülni, csoda lett volna, ha minden megoldásunk, elképzelésünk sikerül, de ennél egyértelműen jobban kellett volna kezdenünk. Karácsony régen volt, mi mégis gólokat ajándékoztunk az ellenfelünknek. Annak örülök, hogy a cserék megmutatták, hogy karakteres játékosok. A motivációnkkal nem volt gond, de sokszor bátortalanul játszott a csapat, és ismét bebizonyosodott, hogy nemzetközi szinten nem lehet ilyen hibákat elköveti.

### Összeállítások
| Csapatszínek | Csapatszínek | Csapatszínek |
| Csapatszínek |              |              |
| Csapatszínek |              |              |
|              |              |              |
| Magyarország |              |              |

| Csapatszínek | Csapatszínek | Csapatszínek |
| Csapatszínek |              |              |
| Csapatszínek |              |              |
|              |              |              |
| Kazahsztán   |              |              |

## Örökmérleg a mérkőzés után
| Magyarország |           | Kazahsztán |
| ------------ | --------- | ---------- |
| 1            | Győzelem  | 1          |
| 0            | Döntetlen | 0          |
| 5            | Gólok     | 3          |
| 2/4          | Pontok    | 2/4        |
| 50,00%       | %         | 50,00%     |

A táblázatban a győzelemért 2 pontot számoltunk el.

### Összes mérkőzés
Győzelem
      Döntetlen
      Vereség
| No.       | Dátum         | Helyszín                        | Nézőszám | Mérkőzés   | Eredmény                          | Gólszerző(k)                                                                |
| --------- | ------------- | ------------------------------- | -------- | ---------- | --------------------------------- | --------------------------------------------------------------------------- |
| 1. (888.) | 2014. 06. 07. | Budapest, Puskás Ferenc Stadion | 10 445   | barátságos | Magyarország–Kazahsztán 3–0 (1–0) | Priskin 27', Varga R. 63', Engel 90+1' (öngól)                              |
| 2. (924.) | 2018. 03. 23. | Budapest, Groupama Aréna        | 9 038    | barátságos | Magyarország–Kazahsztán 2–3 (1–3) | Szalai 21', Németh 67' ill. Murtazajev 6', Zajnutgyilov 10', Szeidahmet 39' |